# Gioco dei tappi
Il gioco dei tappi è un gioco praticato dai bambini in età scolare che consiste nell'utilizzo di tappi a corona per compiere sfide di precisione e potenza. 
Il gioco dei tappi nacque, in Italia, nel secondo dopoguerra, in seguito alla grande diffusione dei tappi a corona, precedentemente quasi sconosciuti. Ogni regione, provincia, quartiere e scuola ha i propri regolamenti e schemi, ma la sostanziale abilità consiste nel lanciare il tappo poggiato sul piano di gara con la corona verso l'alto, mediante un colpo a scatto delle dita (l'indice viene "caricato" prima di essere rilasciato dal pollice o viceversa), facendo in modo che il tappo percorra la distanza voluta senza che si capovolga.
In alcune località il gioco dei tappi veniva chiamato gioco dei sinalcoli, dal nome dei tappi della Sinalco..
In emulazione delle corse ciclistiche, era anche diffusa l'usanza di ritagliare dai giornali i volti dei corridori preferiti e incollarli sulla parte in sughero, versando cera di candela fusa; in questo modo il giocatore otteneva la personalizzazione del proprio tappo, anche aumentandone il peso e rendendolo più stabile e veloce. 

## Alcune tipologie di gioco
- Tiro a distanza: consiste nel tirare con un dito a molla, un colpo al tappo messo di schiena e vedere chi raggiunge la distanza maggiore partendo da una linea segnata sul terreno. Chi vince prende i tappi degli avversari per la propria collezione.
- Carambola con i tappi: consiste nel cercare di colpire il tappo dell'avversario. Partendo da due punti distanti tra loro, i due contendenti a turno colpiscono il proprio tappo e cercano di mirare e di colpire quello del rivale; allo stesso tempo cercano di schivare i colpi dell'antagonista posizionandosi distanti.
- Guerra dei tappi: (è una variante della carambola); consiste in una sfida tra vari giocatori ognuno dei quali schiera una formazione di 15 tappi tra i quali si distinguono un tappo generale, che necessita di tre colpi per essere eliminato, e due tappi vice generale che necessitano di due colpi per venire eliminati. I restanti 12 tappi sono chiamati soldati semplici. Lo scopo del gioco è quello di eliminare tutti i tappi degli avversari.
- Partite con i tappi: due giocatori si fronteggiano con due squadre di tappi diversi su un minicampo con le porte e una pallina. (Versione economica del subbuteo).
- Circuiti o piste con i tappi: viene creato un percorso a curve (generalmente con salite, discese e ostacoli vari). A turno i giocatori (come nel gioco delle biglie) danno un colpo al tappo per tentare di arrivare al traguardo prima degli altri. Il percorso può essere simile ad un tracciato aperto con un inizio ed una fine (come una classica tappa ciclistica) ed allora, generalmente, viene chiamato circuito, oppure può essere simile ad un tracciato chiuso (come un velodromo) ed allora viene chiamato pista.
- Ciclo-Tappo è il nome con il quale è stato ufficializzato quest'ultima variante del gioco. Su una pista disegnata con il gessetto in spiazzi all'aperto, i giocatori fanno avanzare i tappi, personalizzati all'interno con figurine di ciclisti, mediante lo scatto di un dito per dar vita a una competizione che ha le stesse caratteristiche di una corsa ciclistica. Esistono numerose varianti regionali del popolare gioco, sia per quanto riguarda i materiali usati, sia per quanto riguarda le regole e le denominazioni. Nel 1993 ad opera di Gualtiero Schiaffino, è nata la Federazione Italiana Giuoco Ciclo-Tappo che ha codificato il regolamento e i campi di competizione, tanto da poter disputare delle gare ufficiali. Ogni anno organizza il Campionato Italiano di Ciclo-Tappo che si struttura in varie tappe come un vero e proprio Giro d'Italia.

## Il nome dei tappi e dei colpi nelle regioni italiane[2]
| Regione               | Nome del tappo                                                    | Nome dei colpi                                                               |
| --------------------- | ----------------------------------------------------------------- | ---------------------------------------------------------------------------- |
| Abruzzo               | frezzicole                                                        | schioccadito                                                                 |
| Basilicata            | -                                                                 |                                                                              |
| Calabria              | brinda, bujagliu                                                  | ammuttare, ziccaddata                                                        |
| Campania              | stagnariello                                                      | santillo                                                                     |
| Emilia-Romagna        | cricco, coperchino, birillo, sinalco                              | pinghella, pingella, pingleda, cricco, criccotto, puffetto, cicco, cicchetto |
| Friuli-Venezia Giulia | -                                                                 |                                                                              |
| Lazio                 | biretta, lattina, tappina, vettoniglio                            | schicchera                                                                   |
| Liguria               | piattino, gretta, agretta, tappin, tappetto, ciappetto, basticula | baciccola, bicellata, micellata, besticco, bistecco                          |
| Lombardia             | scatulin, tollino                                                 | quattrìo, ciunchin, gogula, gogulada, bodula, bodulada                       |
| Marche                | tappino                                                           | schicca                                                                      |
| Molise                | cuccitielle, retelluccie                                          |                                                                              |
| Piemonte              | scudlin                                                           | tötc, ghiga, schioccadita                                                    |
| Puglia                | rametta, lamella, tianid, spasoddo, ramicchia, ramirodda          | tips, tipitip, ttippiti                                                      |
| Sardegna              | bellitto                                                          | pistonco                                                                     |
| Sicilia               | stuppagliu, lannicieddi                                           | zicchittune, zicchinetta, ammuttari                                          |
| Toscana               | tappino                                                           | biscotto, biscottino, buffetto, nocchino                                     |
| Trentino-Alto Adige   | rondella, padeleta                                                | pizatol                                                                      |
| Umbria                | tappindeabirra                                                    | pittlo, pittio, scorza                                                       |
| Valle d'Aosta         | -                                                                 |                                                                              |
| Veneto                | quercetto, cimbalino, cimbano, covercetto, coercetto, cuercetto   |                                                                              |

## Citazioni
Questo gioco ha avuto molte citazioni in molti testi ed articoli. Qui di seguito ne vengono riproposti alcuni:

(Francesco Guccini, Vacca d'un cane Milano, Feltrinelli, 1993. ISBN 88-07-01460-2)
Il 10 giugno 1940 il discorso alla radio di Mussolini che annunciava l'entrata in guerra li sorprese mentre il Bartali dell'uno batteva il Verwaecke dell'altro sull'ultimo traguardo. L'attore ritornò al suo gioco preferito solo più di 30 anni dopo, quando inaugurò il Piccolo Regio di Torino, nel 1973. Fece alzare gli spettatori dalle poltrone e li obbligò a giocare al circuito, nei corridoi attorno alla sala, con le biglie che si era portato dietro, in mancanza di tappi e bottoni. Fu una gara memorabile, con tutti quei signori abbigliati da prima teatrale a dare schicchere ai loro Battaglin e ai loro De Vlaeminck, inginocchiati sul pavimento»
(Giorgio Calcagno, La Stampa - Data pubblicazione 01/10/1993)